# Осёнка (платформа)
Осёнка — остановочный пункт Большого кольца Московской железной дороги на участке Яганово — Воскресенск. Расположен в городском округе Коломна Московской области вблизи посёлка Индустрия.
Платформа сооружена в 1968 году. Остановочный пункт имеет две низких прямых боковых укороченных платформы. Какие-либо железнодорожные здания и сооружения на платформах и вблизи отсутствуют.
На платформе ежедневно останавливаются: 2 пары электропоездов, курсирующих по маршруту Михнево — Воскресенск — Куровская, и 1 пара электропоездов, курсирующих по маршруту Жилёво — Воскресенск — Куровская. Билетные кассы на платформе отсутствуют. Среднее время в пути электропоезда от платформы Осёнка до станции Жилёво — 1 час 13 минут, до станции Михнево — 55 минут, до Воскресенска — 24 минуты.
На пересекаемой автомобильной дороге вблизи платформы имеется остановка автобусного маршрута № 61 Рыбхоз — Коломна.